# Opatovice, Přerov
Opatovice là một làng thuộc huyện Přerov, vùng Olomoucký, Cộng hòa Séc.